# Dbx (depurador)
DBX es un depurador de nivel de fuente encontrado mayormente en sistemas como Solaris, AIX, IRIX, Tru64 UNIX, GNU/Linux y BSD. También provee un depurador simbólico para programas escritos en C, C++, Pascal, FORTRAN y Java. Posee características como la visualización de código fuente de los programas así como también de código máquina en tiempo real. Además de simplemente ver la operatoria del programa, las variables pueden ser manipuladas y un gran rango de expresiones pueden ser evaluadas y mostradas.

## Historia
DBX fue originalmente desarrollado en la Universidad de California, Berkeley, por Mark Linton  posteriormente, llega a manos de varios vendedores gracias a la licencia BSD

## Disponibilidad
Además de ser proporcionado a varios vendedores a través de BSD, DBX también ha encontrado su camino en otros productos:
- DBX también está disponible en los sistemas IBM z/OS, en los componentes UNIX System Services. DBX para z/OS puede depurar programas escritos en C y C++, y también se puede realizar depuración a nivel de máquina. A partir de z/OS V1R5, DBX es capaz de depurar los programas que utilizan el formato de depuración DWARF. z/OS V1R6 añade soporte para depuración 64-bit programas.

- DBX se incluye como parte del Oracle Solaris Studio, que es un producto de Oracle, y está soportado en Solaris y GNU/Linux. Es compatible con los programas compilados con compiladores de Oracle Solaris Studio y  GCC.

## Limitaciones
Las siguientes funcionalidades no están disponibles en la plataforma GNU/Linux:
- Fix and continue
- Java debugging
- Core file debugging

El acceso a la memoria en tiempo real no está disponible ni en la plataforma GNU/Linux ni en Solaris OS x86 Platform Edition

## Entorno de ejecución
DBX revisa la variable de entorno EDITOR en busca del editor de texto a ser usado cuando se invoque el comando edit. Si está disponible, la variable de entorno TMPDIR, va a ser usada en vez de /tmp como el directorio temporal para los archivos que pueda llegar a necesitar dbx. Muchas variables de entorno de ksh también son usadas.